# Lepidotrigla bentuviai
Lepidotrigla bentuviai is een straalvinnige vissensoort uit de familie van ponen (Triglidae). De wetenschappelijke naam van de soort is voor het eerst geldig gepubliceerd in 1977 door Richards & Saksena.